# Ryszard Shrewsbury
Ryszard Shrewsbury KG (ur. 17 sierpnia 1473 w Shrewsbury, zm. 1483 (?) w Tower (?)) – książę Yorku od 1474 r., książę Norfolk od 1481 r., drugi syn króla Anglii Edwarda IV i Elżbiety Woodville, młodszy brat króla Edwarda V.

## Życiorys

### Pochodzenie
Urodził się 17 sierpnia 1473 r. w Shrewsbury jako drugi syn króla Anglii Edwarda IV i jego żony Elżbiety Woodville. Miał dwóch braci: Edwarda, następcę tronu i Jerzego (który zmarł w wieku 2 lat) oraz siedem sióstr (m.in. Elżbietę). Jego przyrodnimi braćmi ze strony matki byli Thomas Grey i Richard Grey. Dodatkowo Edward IV miał co najmniej dwoje dzieci urodzonych poza małżeństwem.

### Tytuły
W 1474 r. mianowany księciem Yorku, w 1481 r. otrzymał tytuł księcia Norfolk. Od 1476 r. pełnił również funkcję lorda marszałka (Earl Marshal), który odpowiadał za królewskie stajnie.

### Śmierć ojca i uwięzienie
Po śmierci ojca w 1483 r. i objęciu tronu przez brata stał się następcą tronu i razem z nim został umieszczony w Tower przez stryja Ryszarda, księcia Gloucester, Lorda Protektora.
25 czerwca 1483 r. Parlament uznał nieślubne pochodzenie Edwarda i Ryszarda (ich ojciec przed ślubem z królową Elżbietą miał poślubić lady Eleonorę Talbot) i oddał koronę księciu Gloucester, teraz Ryszardowi III. Ryszard Shrewsbury utracił wszystkie swoje dotychczasowe tytuły.
Nie wiemy jaką śmiercią umarł Ryszard i jego starszy brat, ani kiedy ona miała miejsce. Najpopularniejsza teoria głosi, iż zostali oni zamordowani na rozkaz Ryszarda III w 1483 r. Inni jako potencjalnych morderców wskazują Henryka VII Tudora, księcia Buckingham (męża jego ciotki Catherine Woodville) i nowego księcia Norfolk, ale żadnemu z nich nie sposób jest udowodnić bezspornie winy. Uważa się, że to do Ryszarda może należeć mniejszy z dwóch szkieletów znalezionych podczas remontu Tower w 1674 r.

### Samozwaniec
W latach 90. XV w. za Ryszarda Shrewsbury podawał się Perkin Warbeck, który próbował objąć tron Anglii w 1497 r., ale został pokonany przez Henryka VII.

## Małżeństwo
15 stycznia 1478 r.  w kaplicy Świętego Szczepana w Pałacu Westminsterskim niespełna 5-letni Ryszard poślubił starszą o rok Annę Mowbray, 8. hrabinę Norfolk, jedyną córkę i dziedziczkę Johna Mowbraya, 4. księcia Norfolk i Elizabeth Talbot, córki Johna Talbota, 1. hrabiego Shrewsbury. Z uwagi na wiek małżonków oraz łączące ich pokrewieństwo konieczna była dyspensa papieska, którą uzyskano w dniu 12 maja 1477 r.
Umowa przedmałżeńska, którą zawarł król Edward IV z księżną-wdową Norfolk zawierała postanowienia na mocy których Ryszard stał się dziedzicem całego majątku po śmierci swojej żony, nawet mimo zawarcia kolejnego małżeństwa. Spotkało się to z rozczarowaniem pozostałych potencjalnych spadkobierców Anny Mowbray, w szczególności Williama wicehrabiego Berkeley'a.
Uczta weselna oraz wyprawiony tydzień później turniej, w którym brali udział m.in. Thomas Grey i Richard Grey oraz Anthony Woodville (wuj księcia) podkreśliła wpływy rodziny królowej Elżbiety.
Ryszard owdowiał 19 listopada 1481 r. Majątek jego zmarłej żony stał się własnością króla Edwarda IV.